# Vilhelm Nordin

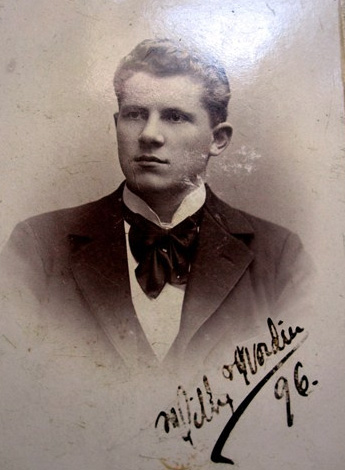
Vilhelm Nordin. Foto 1896.

Karl Erik Vilhelm Nordin, född 13 februari 1874 i Ärla socken, Södermanlands län, död 30 juli 1949 i Stockholm, var en svensk författare.
Föräldrar var lantbruksinspektoren Karl Gustaf Knut Nordin och Maria Albertina Wedholm. Han bodde större delen av sitt liv i Enebyberg, där han var aktiv i villasamhällets tillkomst och uppbyggnad. Sagovägen där är uppkallad till hans minne.
Nordin är känd som sagoförfattare i den nationalromantiska anda som nådde sin höjdpunkt omkring sekelskiftet 1900. I Nordins sagor återfinner man kloka små gubbar och tomten Bolle. 

### Samlade upplagor och urval
- Samlade solskenssagor i urval. Stockholm: Fritzes bokförl. 1920-1921. Libris 1475909 - Nya upplagor 1940 och 1949.
  -  1. 1920. Libris 1475910
  -  2. 1921. Libris 1475911